# العنف الجندري والاغتصاب في إسبانيا الفرانكوية والتحول الديمقراطي

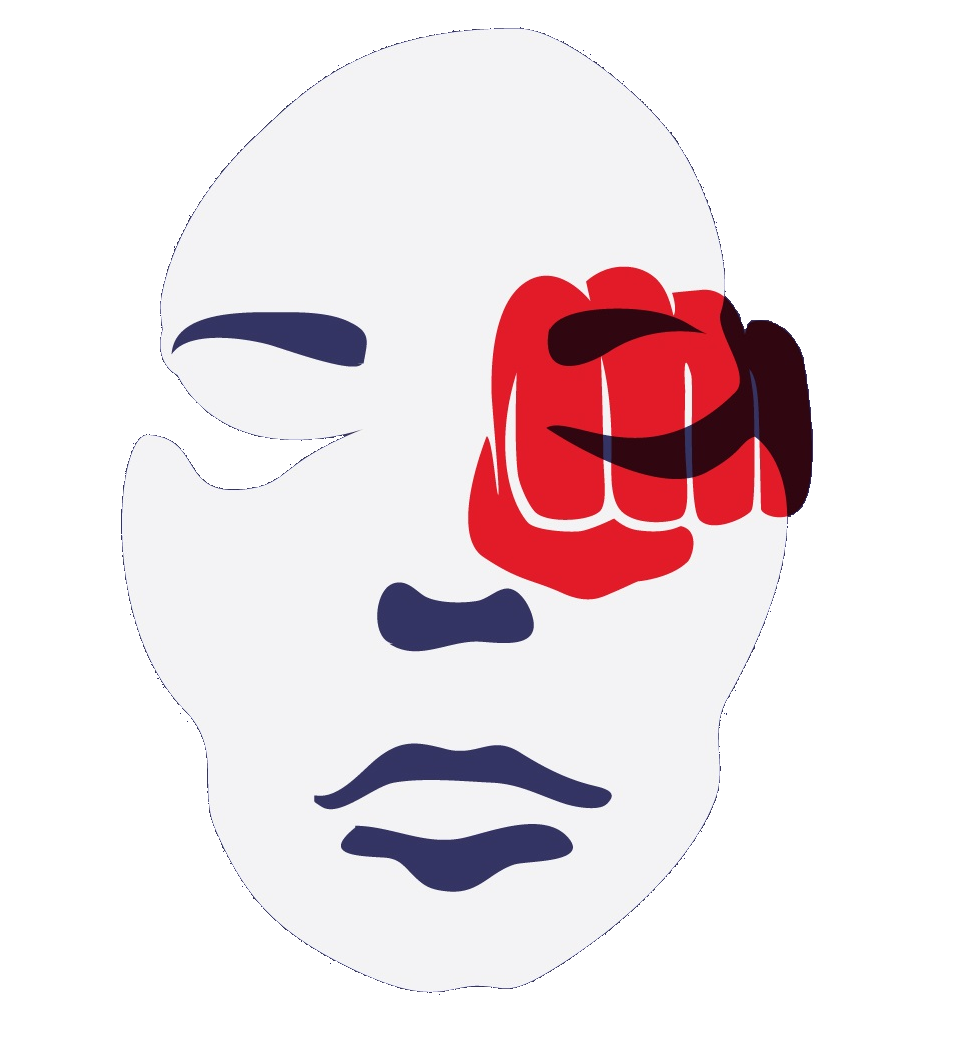
ملصق روسي يدعو إلى فتح العيون– ضد إساءة معاملة النساء.

نجمت مشكلتا العنف الجندري والاغتصاب في إسبانيا الفرانكوية عن المواقف القومية التي تطورت خلال الحرب الأهلية الإسبانية. كان العنف الجنسي شائعًا من جانب القوات القومية وحلفائها خلال الحرب الأهلية. اغتصب جنود الحرس الخلفي للكتائب النساء وقتلوهن في المقابر والمستشفيات والبيوت الريفية والسجون. اغتصبوا وعذبوا وقتلوا الاشتراكيات والفتيات الصغيرات والممرضات ونساء الميليشيات. انخرط الجنود القوميون النظاميون في أنماط مماثلة من الاغتصاب والتعذيب والقتل في أماكن مثل مايلاس وكالوس وكانتابينو. استُخدم الفيلق الأجنبي المغربي لاغتصاب النساء بغية بث الرعب بين السكان المحليين، باعتبار الاغتصاب سلاح من أسلحة الحرب. تعرضت النساء في السجن للاغتصاب أيضًا، وغالبًا ما واجهن الموت إذا رفضن ممارسة الجنس مع خاطفيهن. يُحتمل ألا يُعرف النطاق الدقيق للمشكلة أبدًا نظرًا لقلة عدد السجلات المتعلقة بالنساء، وقد أدت محاولات القياس الكمي إلى حد كبير إلى محو تاريخ النساء.
عاد الرجال الإسبان بعد انتهاء الحرب الأهلية إلى أوطانهم مُعززين بثقافة خضوع النساء للرجال كليًا، إذ يُسمح للرجال بممارسة الجنس مع البغايا وبخلاف ذلك يكونون منحلّين. عُلّمت النساء أن تكنّ خاضعات وأن سعادتهن ليست مهمة. شجعت هذه الثقافة على العنف الأسري من قبل الأزواج تجاه الزوجات، وشملت الاغتصاب. جعلت القوانين ممارسة الجنس بدون موافقة أمرًا غير قانوني في بعض الحالات، إلا أن ضغطًا اجتماعيًا هائلًا مورس لعدم الإبلاغ عن هذا السلوك. تعرضت النساء ذوات النزعة الجمهورية غالبًا للاغتصاب حتى ستينيات القرن العشرين على الأقل، بوجود قبول اجتماعي لهذه الممارسة. حاولن الانتقال إلى المدن في كثير من الأحيان حتى يصبحن مجهولات الهوية. تعرض بعضهن للاغتصاب والتحرش الجنسي في السجن، مثل ليديا فالكون أونيل.
توفي فرانكو في عام 1975، وبدأت عملية التحول الديمقراطي، ونُظم إثر ذلك أول احتجاج لإدانة العنف ضد المرأة في برشلونة عام 1976. تغيرت قوانين سن الرشد بعد ذلك بعامين، إلى جانب القوانين المتعلقة بالاستقامة. كما أمكن اعتبار الرجال من الناحية القانونية ضحايا اغتصاب. قُننت عملية الطلاق في عام 1981، وأجريت إصلاحات قانونية أخرى في عام 1983. إلا أن الاغتصاب لم يُعامل باعتباره مشكلة مؤسسية خطيرة داخل إسبانيا، ولم يكن للضحايا سوى سبل انتصاف قليلة. قضت المحكمة العليا في إسبانيا عام 1987 بأن ضحايا الاغتصاب لا يحتاجون إلى إثبات أنهم قاوموا مغتصبهم لتقديم شكوى.
أدت قوانين الذاكرة التاريخية في إسبانيا إلى زيادة الاهتمام بالعنف الذي واجهته النساء خلال الحرب الأهلية الإسبانية وفترة فرانكو. بدأت الحكومة الأندلسية في تقديم تعويضات للنساء عن العنف ضدهن في عام 2010. كما بدأ التحقيق في قضايا المحكمة ضد مرتكبي هذه الجرائم، مع بعض الإجراءات المتخذة في إسبانيا مع كون معظم محاولات المقاضاة تجري في الأرجنتين.

## خلفية تاريخية

### قوات فرانكو في فترة الحرب الأهلية (1936-1939)
صَعُب فهم القمع الذي مارسته القوى القومية على النساء، إذ انشغل المؤرخون تقليديًا بتحديد عدد القتلى والسجناء والجرحى. ونظرًا لكثرة الاحتفاظ بسجلات الرجال الأكثر تفصيلًا مقارنة بالنساء، فإن تاريخ القمع الفرانكوي الذي استهدف النساء على وجه التحديد قد قلص تمثيل النساء تاريخيًا أو قلل من قيمة القمع المحدد الذي واجهته النساء في هذه الفترة. كان غالبية العنف الذي مورس في تلك الفترة قائمًا على النوع الاجتماعي، وكانت هناك جهود لرفض أو إخفاء أو التقليل من العنف ضد المرأة كجزء من الجهود الإضافية لقمع النساء. لقد أدى القياس الكمي إلى حد كبير إلى محو تاريخ المرأة.
استخدمت القوات القومية العنف الجنسي خلال الحرب الأهلية الإسبانية، واستهدفت النساء بشكل حصري. وقد اقترن بأشكال أخرى من العنف الذي استهدف النساء، بما في ذلك إجبار النساء على شرب زيت الخروع حتى يلوثن أنفسهن بشكل لا يمكن السيطرة عليه، وأخذ الأطفال بعيدًا عن النساء في السجن، وأخذ الأطفال بعيدًا عن الأمهات ووضعهم في منازل قومية قبل إعدام الأم.
اعتبرت النساء غنائم حرب، كما اعتبرت أجسادهن جزءًا من ساحة معركة كان على القوات القومية هزيمتها. كان الهدف هو إجبار النساء على التبعية أو استخدام صدمة النساء للسيطرة على أفراد الأسرة الذكور. تعرضت النساء في السجون القومية للاغتصاب، وعُرضن في الشوارع بالقليل من الملابس كشكل من أشكال العقاب، وأُجبرن على غناء «فيس تو ذا سَن». حُلقت رؤوسهن في محاولة لإذلالهن بتجريدهن من علامات الأنوثة الظاهرية. وكانت العديد من هذه الممارسات مُستقاة من الفاشية الإيطالية. نُهبت بيوت هؤلاء النساء لإذلالهن بزيادة، وسُرقت كل مقتنياتهن الثمينة من قبل أنصار القوميين الذين باعوا بعد ذلك جميع الممتلكات في السوق السوداء.
كانت ممارسات نظام فرانكو ضد النساء خلال الحرب الأهلية بمثابة انتهاكات صارخة لم يُقاضى مرتكبوها وفقًا لاتفاقية لاهاي لعام 1898 واتفاقية جنيف لعام 1929. لم يُعرف أبدًا العدد الإجمالي للنساء اللائي تعرضن للعنف والاعتداء الجنسي خلال الحرب الأهلية.

### فترة الانتقال الديمقراطي (1975-1986)
توفي فرانكو في نوفمبر 1975. ونُظم أول احتجاج يدين العنف ضد المرأة في برشلونة عام 1976. وسارت النساء وهتفن عبارات مثل «ضد الاغتصاب، والإخصاء» و«نريد السير بتروي» و«لنحقق ليلتنا» و«وحيدون، سُكارى، نريد العودة إلى المنزل» و«يكفي انتهاكات». لم يُعالج الاغتصاب في ذلك الوقت باعتباره مشكلة مؤسسية خطيرة في إسبانيا، ولم يتمتع ضحايا الاغتصاب بحقوق كافية.
عُرضت مسألة سن الرشد على الكونغرس في أبريل 1978. غُير من ثمانية عشر إلى ما بين اثني عشر وستة عشر، ولم تُمنح الموافقة إلا في غياب سلطة أحد الشخصين على الآخر الأصغر سنًا. اختفت أيضًا القضايا المتعلقة بشرف المرأة فيما يتعلق باتهامات الاغتصاب في عام 1978. كما نجح الاشتراكيون في إلغاء المادتين 436 و442 من قانون العقوبات في أبريل 1978. أدت الإصلاحات في القانون عام 1978 إلى إمكانية اعتبار الرجال ضحايا للاغتصاب. أصبحت وسائل منع الحمل في ذلك العام قانونية أيضًا، كما أصبح الطلاق قانونيًا في عام 1981.
نص إصلاح عام 1983 على أن إقدام الضحية على منح العفو لمرتكب الجريمة لن يؤدي إلى إسقاط الدعوى الجنائية في قضايا الاغتصاب والاعتداء الجنسي والاختطاف. استمرت سرقات الأطفال من السجينات السياسيات حتى أوائل ثمانينيات القرن العشرين. أُخبرت تلك الأمهات بأن أطفالهن ولدوا ميتين أو عانوا من مرض خطير عند الولادة ثم ماتوا بعد ذلك. قضت المحكمة العليا في إسبانيا عام 1987 بأن ضحايا الاغتصاب لا يحتاجون إلى إثبات أنهم قاوموا مغتصبهم لتقديم شكوى.